# Kaukasusveldtocht
De Kaukasusveldtocht is de benaming voor een reeks gewapende conflicten tussen het Ottomaanse Rijk en Keizerrijk Rusland, met later ook Armenië, Azerbeidzjan, Georgië, de Bergrepubliek van de Noordelijke Kaukasus, de Centraal-Kaspische Dictatuur en het Verenigd Koninkrijk als deel van het Midden-Oosters front tijdens de Eerste Wereldoorlog. De Kaukasusveldtocht spreidde zich uit van de Kaukasus tot Oost-Anatolië en reikte zo ver als Trabzon, Bitlis, Muş en Van. De oorlogsvoering op land ging gepaard met acties van de Russische Marine in de Zwarte Zeeregio van het Ottomaanse Rijk.
Na de Russische Revolutie op 23 februari 1917 stopte de Russische opmars en later werd het uit elkaar vallende Russische Kaukasus Leger vervangen door de troepen van de nieuwe opgerichte Armeense staat, bestaande uit Armeense vrijwillige troepen en de Armeense onregelmatige troepen. Gedurende 1918 zag de regio ook de oprichting van de Centraal-Kaspische Dictatuur en een geallieerde kracht genaamd Dunsterforce, die samengesteld was uit elitetroepen uit de Mesopotamische en Westerse Fronten.
Op 3 maart 1918 eindigde de veldtocht tussen het Ottomaanse Rijk en Rusland met de Vrede van Brest-Litovsk en op 4 juni 1918 tekende het Ottomaanse Rijk het Verdrag van Batoemi met Armenië, Azerbeidzjan en Georgië. Kort daarvoor maakte het Verdrag van Poti van Georgië een Duits protectoraat en zond het Duitse Keizerrijk de Kaukasusexpeditie naar Georgië, met als doel olie veilig te stellen en tegenwicht te bieden tegen Ottomaanse ambities in de Kaukasus. 
Ondanks de verdragen in de regio ging het Ottomaanse Rijk door met de strijd tegen de Republiek Armenië, Centraal-Kaspische Dictatuur en de Dunsterforce van het Britse Rijk tot de Wapenstilstand van Mudros werd getekend op 30 oktober 1918.

## 1914: Ottomaanse nederlaag
Het belangrijkste oorlogsdoel van de Ottomaanse regering was de herovering van hun voormalige gebieden in Oost-Anatolië, die ze waren kwijtgeraakt als gevolg van de Russisch-Turkse Oorlog van 1877 tot 1878. Oorlogsminister Enver Pasja sloeg het advies van zijn Duitse bondgenoten in de wind en binnen een maand na de oorlogsverklaring opende hij een aanval op dit gebied. Hij nam zelf het commando over het 3e Leger op zich en gaf het bevel om de Russische troepen aan te vallen. Enver Pasja had een groot leger (schattingen lopen van 100.000 tot 190.000 man), maar was slecht uitgerust en al helemaal niet voor de winterse omstandigheden die ze daarop spoedig zouden moeten doorstaan.

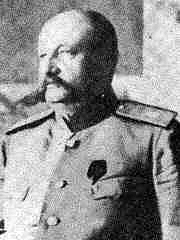
Generaal Joedenitsj

Het Russische leger was aanvankelijk ook vrij sterk en telde ongeveer 100.000 man die in naam onder commando stonden van de gouverneur-generaal van de Kaukasus Illarion Vorontsov-Dasjkov. De werkelijke commandant was zijn chef-staf generaal Nikolaj Joedenitsj, die wordt gezien als de beste generaal van Rusland gedurende de Eerste Wereldoorlog. Door de nederlagen bij de Slag bij Tannenberg en de Eerste Slag bij de Mazurische Meren besloten de Russen bijna de helft van hun legers in te zetten bij het Pruisische front, waardoor er slechts 60.000 man achterbleven om het op te nemen tegen het Ottomaanse leger.
Gouverneur-generaal Vorontsov wilde zijn troepen dichter naar de buurt van Kars terugtrekken in verband met het oprukken van het 3e Turkse leger. Maar Joedenitsj negeerde de wensen van Vorontsov om zich terug te trekken en bleef in plaats daarvan bij Sarikamis om het te verdedigen. De Slag om Sarikamis werd daarop gevoerd tussen 29 december 1914 en 4 januari 1915, waarbij de Turken een grote nederlaag leden. Het Turkse leger trok zich helemaal terug naar zijn startposities en verloor tussen de 60.000 en 175.000 man troepen. Enver Pasja trad daarop af als commandant en gaf de Armeniërs publiekelijk de schuld van zijn nederlaag. Hij gaf daarop als Minister van Oorlog opdracht om alle Armeense soldaten binnen het Ottomaanse leger te ontwapenen, te demobiliseren en om ze naar werkkampen te sturen, waar ze vervolgens bijna allemaal stierven. Dit was een belangrijke stap op de weg naar de tot op de dag van vandaag omstreden Armeense genocide.
Op hetzelfde moment dat Envers leger opmarcheerde richting Kars, trok een klein Ottomaans leger vanaf Van Iran binnen. Deze troepenmacht ondervond nauwelijks weerstand en bezette korte tijd de stad Tabriz. Zowel de Russen als de Britten stuurden echter eenheden naar Noord-Perzië om de Ottomaanse eenheden het land uit te jagen, waarna de Ottomanen zich hier ook terugtrokken naar hun startposities, vanwege de nederlaag bij Sarikamis.

## 1915: Heen en weer

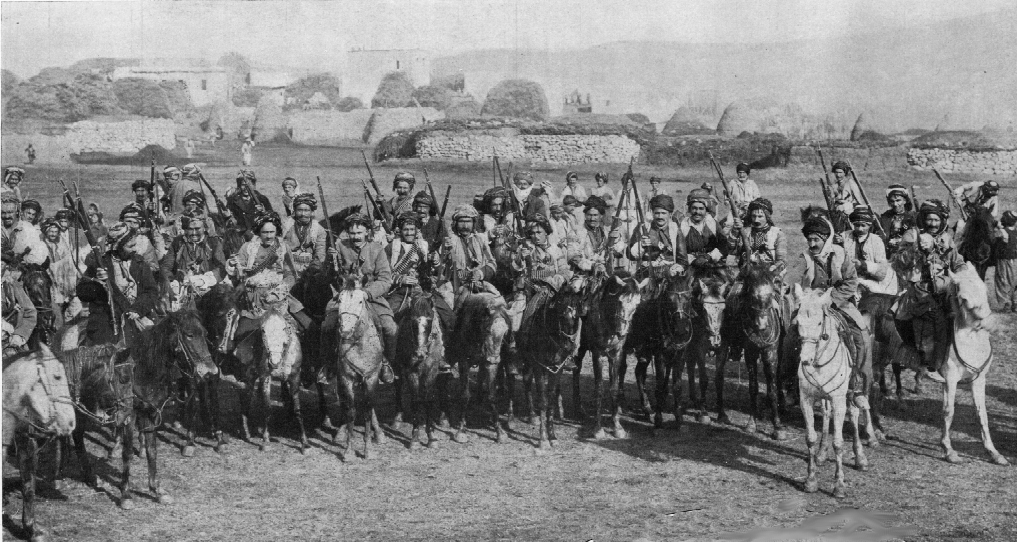
Ottomaanse cavalerie in 1915

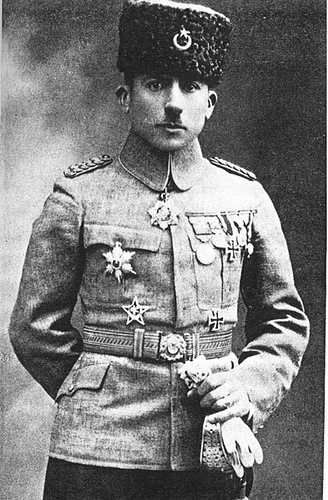
Rafael de Nogales Mendez, een Venezolaanse officier die diende in het Ottomaanse leger, deelgenomen aan het beleg van Van en na de oorlog schreef een van de beste rekeningen van de strijd en de nasleep ervan.

Generaal Nikolaj Joedenitsj werd geprezen om zijn overwinning en werd gepromoveerd tot commandant over al de Russische troepen in de Kaukasus. Hij begon daarop een offensief in Turks gebied, waarbij hij oprukte naar het Vanmeer in Ottomaans Armenië. Dit was een gebied waar veel christelijke Armeniërs woonden en de Russen hoopten daarom op wat lokale hulp voor hun leger. Toen de Russische troepen het gebied binnentrokken, ontstond er een opstand in Van tegen de Turken op 20 april 1915. De Armeniërs in Van hielden een maand stand tegen de Ottomaanse troepen.
De Russen veroverden Van in mei 1915. Op dat moment dacht generaal Joedenitsj dat de Ottomaanse troepen in het gebied zwak waren en uit slechts drie tot vier divisies bestonden. In werkelijkheid had commandant Pasja Abdul Kerim acht divisies tot zijn beschikking met daarbij nog een grote hoeveelheid versterkingen achter de hand. De Russische generaal Oganovski, die het commando voerde over het front, was traag en stuurde kleine eenheden troepen in verschillende richtingen.
In juli opende Pasja Kerim de tegenaanval in het gebied rond het Vanmeer en versloeg de Russen bij de Slag om Malazgirt. Deze trokken zich daarop onder generaal Oganovski, die spoedig daarop werd vervangen, terug naar ten oosten van Kara Killise in de richting van Bayburt. Generaal Joedenitsj verzamelde snel een mobiele troepenmacht van ongeveer 22.000 man, grotendeels kozakken, onder generaal Baratov en wachtte op het moment dat het Ottomaanse leger in zijn hinderlaag zou lopen. Baratovs kleine leger viel het Ottomaanse leger op verschillende punten aan in begin augustus. De Ottomanen trokken zich terug naar het zuiden en lieten ongeveer 6000 Russische krijgsgevangen achter naast een grote hoeveelheid voorraden. Dit werd de Slag om Kara Killisse genoemd.
Ondertussen waren de Armeense rebellen verslagen tijdens de Slag om Van, maar door de nederlaag in de slag om Kara Killisse, veroverden de Russen Van voor de tweede keer.

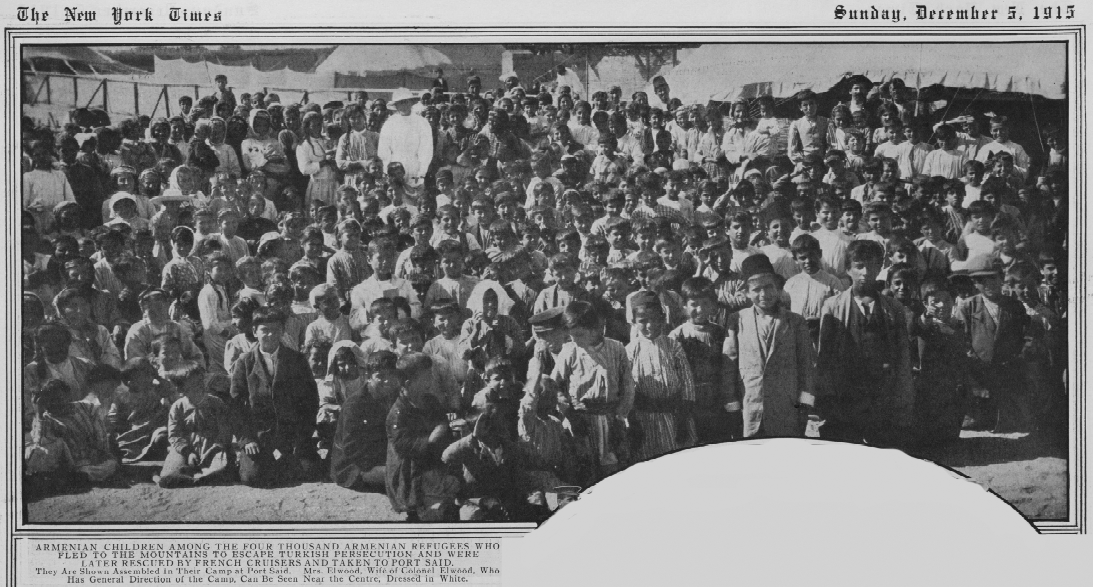
Armeense vluchtelingen onder Franse bescherming

Op 24 september werd groothertog Nicolaas Nikolajevitsj, na te zijn afgezet uit zijn functie als opperbevelhebber van het Russische Leger, aangesteld als bevelhebber over alle Russische troepen in Armenië en Perzië. Toen dit eenmaal gebeurd was, legde de groothertog de uitvoering van de oorlog in de handen van generaal Joedenitsj.
Opgemerkt moet worden dat de Ottomaanse Minister van Binnenlandse Zaken Talaat Pasja midden tijdens het Russische offensief in Armenië de gedwongen deportatie eiste van alle Armenen uit de regio en ten zuiden ervan.
Dit front was daarop rustig van oktober tot het einde van 1915.

## 1916: Russische overwinning
In de winter leent het gebied zich normaliter niet erg voor oorlogsvoering. De extreme kou en de slechte wegen speelden een belangrijke rol bij de vernietiging van het 3e leger van Enver Pasja in het voorgaande jaar. De Russische generaal Joedenitsj zag het echter als een kans om een verrassingsaanval uit te voeren op de Ottomanen. In begin januari van 1916 verliet zijn leger in het geheim de winterkwartieren en marcheerde in de richting van het Ottomaanse fort bij Erzurum. De Russen wisten een totale verrassing te veroorzaken en een Ottomaanse divisie te vernietigen die zich bevond in haar winterkwartieren bij de Slag om Koproekoj van 16 tot 19 januari.
Terwijl het Russische leger met zijn zware kanonnen verder oprukte naar Erzurum, werd door een andere Russische troepenmacht een tweede Ottomaanse divisie vernietigd bij de stad Tafta op 14 februari door middel van een onverwachte aanval vanuit het noorden. De Ottomaanse bevelhebber Kerim Pasja was ofwel onvoorbereid op een belegering of, waarschijnlijker, zo nerveus geraakt dat hij, in plaats van het fort te verdedigen, zich met zijn leger terugtrok op 15 februari. De Russische legers marcheerden op 16 februari zonder hinder richting Erzurum.
Het Kaukasusleger van generaal Joedenitsj marcheerde vanaf Erzurum in twee richtingen; een gedeelte trok naar het noorden en veroverde in april de oude havenstad Trebizond en een ander gedeelte trok naar het zuiden en veroverde Muş en Bitlis, waarbij ze het gedemoraliseerde Ottomaanse leger voor zich uit dreven.
Het Ottomaanse leger werd onder de nieuwe leider Vehip Pasja gesteld en kreeg de opdracht om Trebizond te heroveren. Daarop werd een militaire macht verzameld en deze marcheerde in juni langs de kust naar het gebied. De Russen hadden echter op dat moment de controle over de Zwarte Zee. De Zwarte Zeevloot wist de Ottomaanse opmars flink te vertragen door het uitvoeren van zeebombardementen. Generaal Joedenitsj startte toen een tegenaanval met een offensief in de richting van Erzincan, die bekendstaat als de Slag om Erzincan. Op 2 juli werd Erzincan veroverd en maakten de Ottomaanse legers langs de kust rechtsomkeert om op die manier te proberen hun frontlinies te stabiliseren.
Het enige lichtpuntje voor de Ottomanen was de herovering van Musj en Bitlis door generaal Mustafa Kemal in augustus 1916. Aan het einde van de herfst werden zijn legers door de Russen echter ook verdreven uit deze plaatsen. Aan de oostzijde van het Vanmeer werd de hele zomer gevochten, maar zonder resultaat voor een van beide legers.

## 1917: Van het oostelijk front geen nieuws
De Russen maakten plannen voor een hernieuwde aanval op de Ottomaanse posities in 1917, maar de chaos die werd veroorzaakt door de Russische Revolutie zorgde voor een stop op alle Russische operaties. De Voorlopige Regering verwijderde de groothertog van zijn positie en liet generaal Joedenitsj overplaatsen naar een onbelangrijke positie in Centraal-Azië, waarop deze ontslag nam uit het leger. De Ottomanen trokken, onder grote druk van de Britten in Mesopotamië en Palestina, het grootste deel van hun troepen terug en stuurden deze naar het zuiden. Gedurende de rest van 1917 viel het Russische leger langzaam uiteen tot er geen werkelijk effectieve militaire macht meer was overgebleven.

## 1918: Ottomaanse overwinning
Tegen het begin van 1918 was er van het Russische leger in de Kaukasus weinig anders meer overgebleven dan een paar duizend vrijwilligers en ongeveer 200 officieren. Een jaar eerder waren er nog 500.000 soldaten geweest, maar deze tijd was voorbij en de zuidelijke grenzen van Rusland waren daardoor grotendeels onbewaakt. Na een jaar van inactiviteit zagen de Ottomanen hun kans schoon en startten een offensief. Eind januari 1918 startte het Ottomaanse leger haar veldtocht.
De enige tegenstand die ze hierbij ondervonden kwam van de semi-georganiseerde militie van de Democratische Republiek Armenië. Zonder veel moeite veroverde het Ottomaanse leger van februari tot maart Trebizond, Erzurum, Kars, Van, en Batoemi. In het midden van dit offensief tekende de nieuwe bolsjewistische regering van de RSFSR op 3 maart 1918 de Vrede van Brest-Litovsk, waarbij de communisten op initiatief van Talat Pasja afstand deden van al het land dat was veroverd bij de Russisch-Turkse oorlog van 1877 tot 1878. Zij hadden deze oorlog niet gewild en hadden hun handen vol aan de binnenlandse strijd.

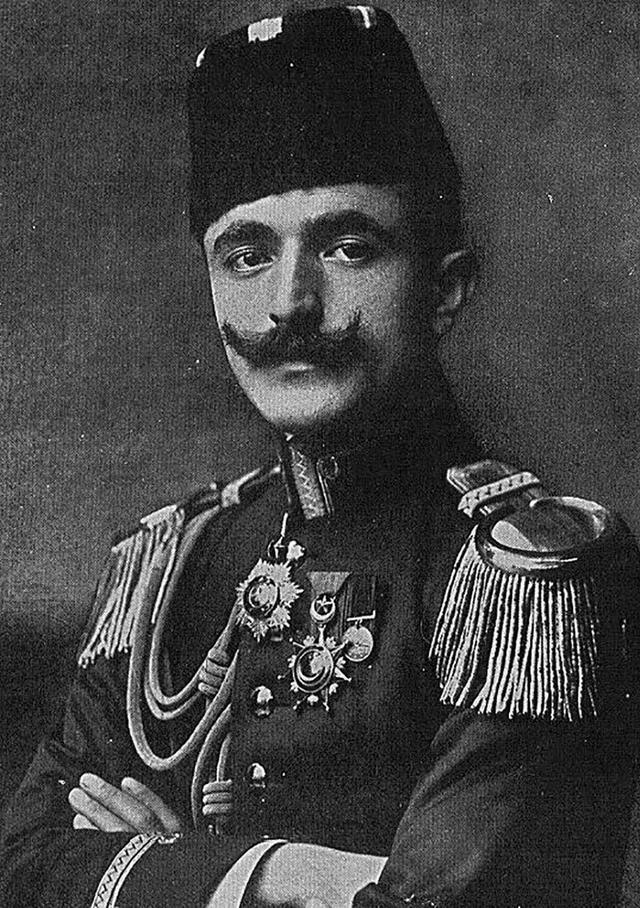
Enver Pasja

Enver Pasja had echter grotere doelen dan de herovering van de gebieden die 40 jaar eerder verloren waren gegaan. Door het plotselinge succes van zijn troepen, doordat deze nauwelijks tegenstand ondervonden, herleefde zijn panturkistische droom van een Turks Rijk dat heerste over heel Centraal-Azië en gaf daarop het bevel om een nieuw leger te stichten, dat alleen bestond uit moslims onder de naam Leger van de Islam. Dit moslimleger bestond uit 14.000 tot 25.000 man, grotendeels Turkssprekenden. In juli gaf Enver ondanks het op 4 juni 1918 afgesloten Verdrag van Batoemi met de drie Kaukasische naties opdracht aan dit leger om Armenië binnen te trekken, met als doel om de Kaspische havenstad Bakoe te veroveren.
De Democratische Republiek Georgië vreesde een invasie door het Ottomaanse Leger en vroeg het Duitse Keizerrijk om militaire bescherming. De Duitse regering, die het Ottomaanse leger graag wilde stoppen in het verkrijgen van nog meer gebied, stuurde op basis van het Verdrag van Poti de Duitse Kaukasusexpeditie naar Georgië onder het bevel van generaal Friedrich Kress von Kressenstein. Dit droeg ertoe bij dat Envers Leger van de Islam Georgië ontweek en via Armenië naar de Democratische Republiek Azerbeidzjan trok. In september 1918 wisten ze Bakoe te veroveren op de Britten en brachten daar ook ten minste 25.000 Armeniërs om het leven. Tegen het einde van de oorlog hadden de Turken de gebieden Palestina, Syrië en Mesopotamië verloren, maar hadden ze wel al het gebied heroverd in Oost-Anatolië dat ze eerder waren verloren aan de Russen.

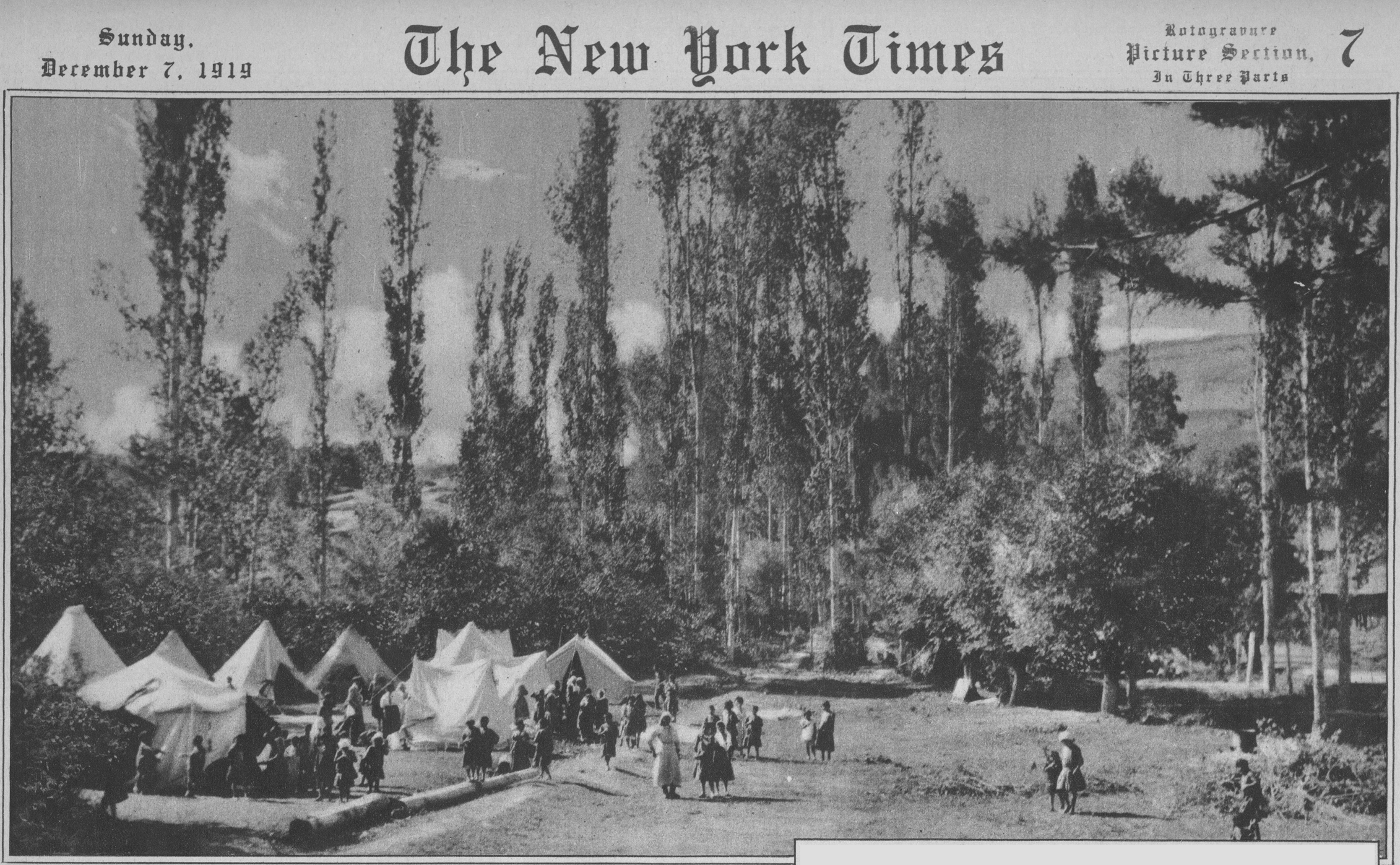
Frans tentenkamp beheerd door de Amerikaanse organisatie Near East Relief bij Sivas, Turkije in 1919, waar Armeense weeskinderen werden opgevangen

## Resultaten
De activiteiten van de Ottomanen tegen de Armeense republiek eindigden als gevolg van het tekenen van de Wapenstilstand van Mudros. Twee jaar na dit bestand werd op 10 augustus 1920 het Verdrag van Sèvres gesloten tussen de geallieerden en bondgenoten en het Ottomaanse Rijk. Dit verdrag erkende Armenië (en Koerdistan), maar werd door de Turkse Onafhankelijkheidsoorlog en het nationalisme van Mustafa Kemal (Atatürk) nooit uitgevoerd.
Ondanks dat het Ottomaanse Rijk de oorlog verloor, wist de nieuwe Turkse overheid onder Mustafa Kemal een groot deel van dit gebied te herkrijgen door het tekenen van het vredesverdrag van Kars, dat in 1921 met de Sovjet-Unie werd gesloten.
Russisch-Turkse Oorlog (1569-1570) · Russisch-Turkse Oorlog (1676-1681) · Russisch-Turkse Oorlog (1686-1700) · Russisch-Turkse Oorlog (1710-1711) · Russisch-Turkse Oorlog (1735-1739) · Russisch-Turkse Oorlog (1768-1774) · Russisch-Turkse Oorlog (1787-1792) · Russisch-Turkse Oorlog (1806-1812) · Griekse Onafhankelijkheidsoorlog (1821-1831) · Russisch-Turkse Oorlog (1828-1829) · Krimoorlog (1853-1856) · Russisch-Turkse Oorlog (1877-1878) · Kaukasusveldtocht (1914-1918)